# Obchodníci (film)
Obchodníci jsou český film z roku 2013, režírovaný Petrem Šíchou, producenta Tomáše Magnuska.
Kamarádi Petr (Patrik Ulrich) a Richard (Richard Nedvěd) mají životní plány, ale pevná pracovní doba je jejich noční můrou. Chtějí být totiž pány svého času. Aby vydělali peníze, začnou obchodovat se lží. Problém nastane, když se lží začnou žít i v soukromém životě.

## Obsazení a postavy
| Patrik Ulrich      | Petr            |
| Richard Nedvěd     | Richard         |
| Lenka Zahradnická  | malířka Lucka   |
| Petra Tenorová     | Klárka          |
| Sandra Nováková    | Dáša            |
| Kristína Prekopová | Bibiana         |
| Arnošt Goldflam    | malíř Rain      |
| Pavel Trávníček    | primář Pokorný  |
| Filip Tomsa        | Dominik         |
| Petr Hapka         | Winkler         |
| Tomáš Magnusek     | Jeroným         |
| David Dolanský     | Kryštof         |
| Hana Seidlová      | pošťačka        |
| Michal Pavlata     | ředitel věznice |
| Otmar Brancuzský   | Ambrož          |
| Tomáš Dastlík      | dozorce Kuna    |
| Milan Chára        | pacient         |
| Petr Šícha         | Barman          |

## Recenze
- Mirka Spáčilová, iDNES.cz [2]